# Gheorghe Mărmureanu
Gheorghe Mărmureanu (n. 3 decembrie 1939, la Oncești, Bacău) este un seismolog român.

## Biografie
În 1963 a absolvit Facultatea de Construcții a Institutului Politehnic din Iași (în prezent Universitatea Tehnică „Gheorghe Asachi”). Între 1963-1966 a participat la cursurile de mecanică cuantică, de reologie, de matematici speciale la Facultatea de matematică a Universității „Alexandru Ioan Cuza” din Iași. Este promovat lector (în 1964-1972) la discipline de calcul: mecanica corpului deformabil la solicitări statice sau dinamice (seismice). A luat doctoratul în 1970 cu o teză din domeniul corpului deformabil, sub conducerea academicianului Ștefan Bălan. S-a transferat la Centrul Teritorial de Calcul Electronic Iași (1972-1975), ca șef al departamentului de programe și sisteme. Între 1975-1977 lucrează la București ca cercetător științific la Centrul de Mecanica Solidelor care devine  apoi parte a Institutului de Fizica și Tehnologia Materialelor de la Măgurele. Colectivul condus de Mărmureanu este apoi transferat la Centru de Fizica Pământului și Seismologie (viitorul Institut).
Între 1990-1996 este șef al Laboratorului de seismologie inginerească, cercetător științific principal gradul II. Din 1993 în 1996 este președintele Consiliului Științific, din 1994 secretar științific, din 1996 director științific al Institutului Național pentru Fizica Pământului (INFP). Din 2000 până în 2011 a fost director general al Institutului și cercetător științific principal gradul I. Este profesor la Facultatea de Fizică a Universității din București. În 2011, după numirea lui Constantin Ionescu ca director al INFP, este numit director onorific.
Este membru al Societății Române de Fizică; al American Society of Civil Engineers - Mechanical Divsion (din 1969) și al World Academy of Sciences (Trieste, Italia).
A primit Premiul Traian Vuia din partea Academiei Române în 1990 pentru volumul monografic Introduction to the mechanics of seismic phenomena and earthquake engineering, Editura Academiei Române, 1987.

## Lucrări publicate
- Mărmureanu, Gh. - Postbuckling Strength, Editura Academiei Române, București, 1985
- Mărmureanu, Gh., Cornea,I., Oncescu, M., Balan, Fl. - Introduction to themechanics of seismic phenomena and earthquake engineering, Editura Academiei Române, București, 1987
- Wenzel F., Bonjer K. P.,  Frederick. K., Lungu, D., Mărmureanu G., Wirth F., Bose, M., - Real-Time Earthquake Information Systems in Disasters and Society-from Hazard Assessment to Risk Reduction, editori: Dorthe Malzahn și Tina Plapp, Logos Verlag, Berlin, 2005
- Wenzel, F. (Ed.), Facke, A., Gottschammer E., Marmureanu Gh., Ritter J. R. ș.a. - Perspectives in Modern Seismology, Lecture Notes in Earth Sciences, SpringerVerlag, Berlin, Heidelberg, New York, 2005